# Christoph Israel
Christoph Israel (* 1964 in Lünen) ist ein deutscher Pianist, Komponist, Arrangeur und Produzent mit einem breitgefächerten Repertoire.

## Leben
Christoph Israel ist der Sohn des in Lünen tätigen Organisten und Chorleiters Hermann-Josef Israel. Er studierte Klavier an der Universität der Künste Berlin bei Klaus Hellwig und besuchte Meisterkurse für Liedbegleitung bei Dietrich Fischer-Dieskau, Aribert Reimann und Axel Bauni. 1993 schloss er sein Studium ab und war anschließend – bis 2009 – Lehrbeauftragter an der Universität der Künste. Daneben führten ihn Tourneen mit zeitgenössischer Musik durch Deutschland, Schweden und die USA. Bei einem Konzert, das er in der Juilliard School in New York gab, kam es zu einer ihn prägenden Begegnung mit dem Komponisten Milton Babbitt, dessen Arie da Capo auf dem Programm stand.
Weithin bekannt wurde Christoph Israel, als er 1993 die musikalische Begleitung des Entertainers Max Raabe übernahm – seines Jugendfreundes aus Lünen. Er arrangiert und produziert auch dessen CDs. Gemeinsam mit Raabe und dem Palast Orchester unternahm er Tourneen durch alle deutschsprachigen Länder sowie nach Skandinavien, Polen und den USA.
Darüber hinaus entwickelte er weitere musikalische Projekte mit namhaften Schauspielerinnen und Schauspielern, darunter Meret Becker, Dominique Horwitz, Udo Samel, Otto Sander und Angela Winkler, die zumeist auch auf CD erschienen.
Zusammen mit Dorian Cheah schrieb er 2007 die Musik zu dem Film Am Limit des Oscar-Preisträgers Pepe Danquart. 2011 entstand in Zusammenarbeit mit dem Kabarettisten Thomas Pigor (Text) eine Neufassung von Jacques Offenbachs Operette Orpheus in der Unterwelt für die Staatsoper Berlin, die Philipp Stölzl (Regie) inszenierte. 2014 komponierte er für das Berliner Ensemble die Bühnenmusik für Amphitryon in der Fassung von Katharina Thalbach.
Stilistisch bewegen sich Israels Kompositionen und Arrangements „zwischen Ambient und Filmmusik, Neoklassik, Jazz und Freestyle“, wie der Musikkritiker Manuel Brug befand.
Während der COVID-19-Pandemie spielte Israel vom 25. März bis 3. Mai 2020 zusammen mit dem Violinisten Daniel Hope die Konzertreihe Hope@Home live für den Sender Arte auf Arte Concert aus dem Berliner Wohnzimmer von Daniel Hope. Häufig luden sie sich dazu Gäste wie Schauspieler und Musiker ein.
Am 23. Mai 2024 begleitete er in Berlin beim Staatsakt zum 75. Jahrestag der Verkündung des Grundgesetzes Katharina Thalbach und Andrea Schneider bei einem Potpourri von Schlagern und Liedern aus beiden deutschen Staaten von 1949 bis 1989.
Im Mai 2025 hat das Theater Basel die Uraufführung des Musicals Grand Finale angekündigt. Musikalisch orientiert sich das Werk mit Songs von Christoph Israel am üppigen Sound der Filmmusicals der 1960er Jahre. Das Libretto stammt von Jan Dvořák, die Inszenierung und das Bühnenbild übernimmt Philipp Stölzl. Die Premiere soll am 1. November 2025 am Theater Basel stattfinden.

## Diskographie (Auswahl)
- 1998 – Klagendes Leid, Schaurige Lust. Balladen und Melodramen der deutschen Romantik, mit Otto Sander; Patmos
- 2011 – Küssen kann man nicht alleine, mit Max Raabe und Annette Humpe; Universal
- 2012 – Latino, mit Miloš Karadaglić (Gitarre) und dem Studioorchester der Europäischen FilmPhilharmonie; Deutsche Grammophon
- 2013 – Für Frauen ist das kein Problem, mit Max Raabe und Annette Humpe; Universal
- 2013 – Fundstücke. Saxophonkompositionen 1929–1950, mit Johannes Ernst (Saxophon); Es-Dur (Edel)
- 2016 – Ein Wintermärchen – Weihnachtslieder aus Deutschland, mit Max Raabe, Gregor Meyle, Katharina Thalbach, Cassandra Steen, Thomas Quasthoff, Albrecht Mayer und dem Filmorchester Babelsberg; Deutsche Grammophon

## Filmografie
- 2007: Am Limit, zusammen mit Dorian Cheah
- 2019: Ich war noch niemals in New York

## Bühne (Auswahl)
- 2011: Neufassung der Jacques-Offenbach-Operette Orpheus in der Unterwelt
- 2014: Amphitryon, in der Fassung von Katharina Thalbach
- 2025: Grand Finale, Musical